# Pepacton Reservoir
Pepacton Reservoir – zbiornik retencyjny w Stanach Zjednoczonych, w stanie Nowy Jork, w hrabstwie Delaware, położony jest na rzece East Branch Delaware River, jest częścią sieci wodociągowej miasta Nowy Jork. Powstał w wyniku budowy tamy Downsville w 1954 r.
Zbiornik jest położony 12 km od wioski Delhi oraz 163 km na północ od miasta Nowy Jork. Powierzchnia wynosi 23,17 km², maks. długość to 24 km, a szerokość – 1,12 km, zaś największa głębia wynosi 55 m. W zbiorniku mieści się 530 713 000 m³ wody.
Woda wypływa ze zbiornika poprzez akwedukt East Delaware Tunnel, po czym wpływa do zbiornika Rondout Reservoir.

## Rzeki uchodzące do zbiornika
- Mill Brook
- Barkaboom Stream
- Lower Beech Hill Brook
- Holliday Brook
- Bryden Hill Brook
- Murphy Hill Brook
- Flynn Brook
- Tremper Kill